# 首都博物馆
39°54′18″N 116°20′09″E / 39.905088°N 116.33595°E
首都博物馆，位于北京市西城区复兴门外大街16号，是北京市大型综合性博物馆，为北京市文物局直属单位。

## 历史

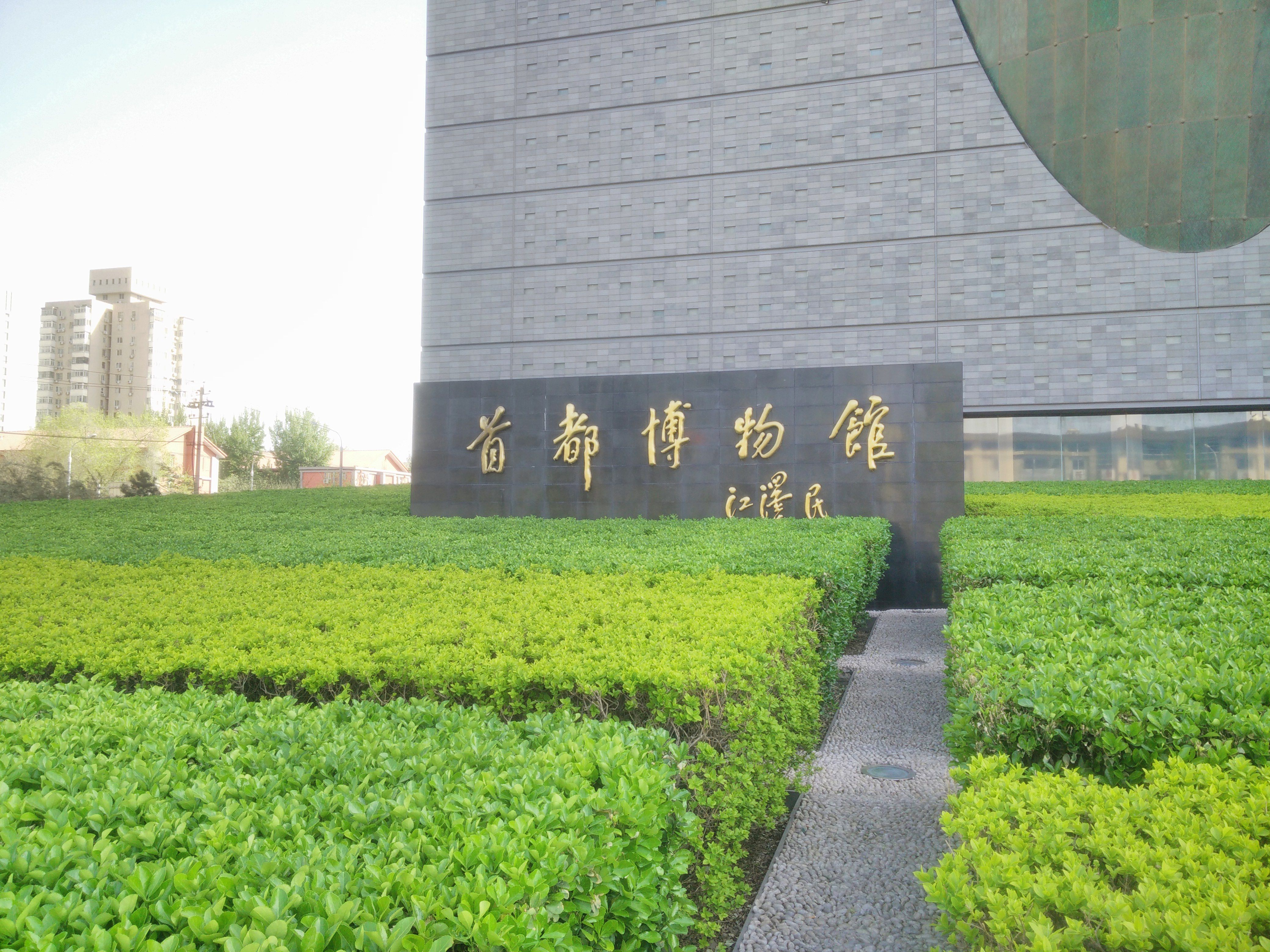
首都博物馆馆名标志

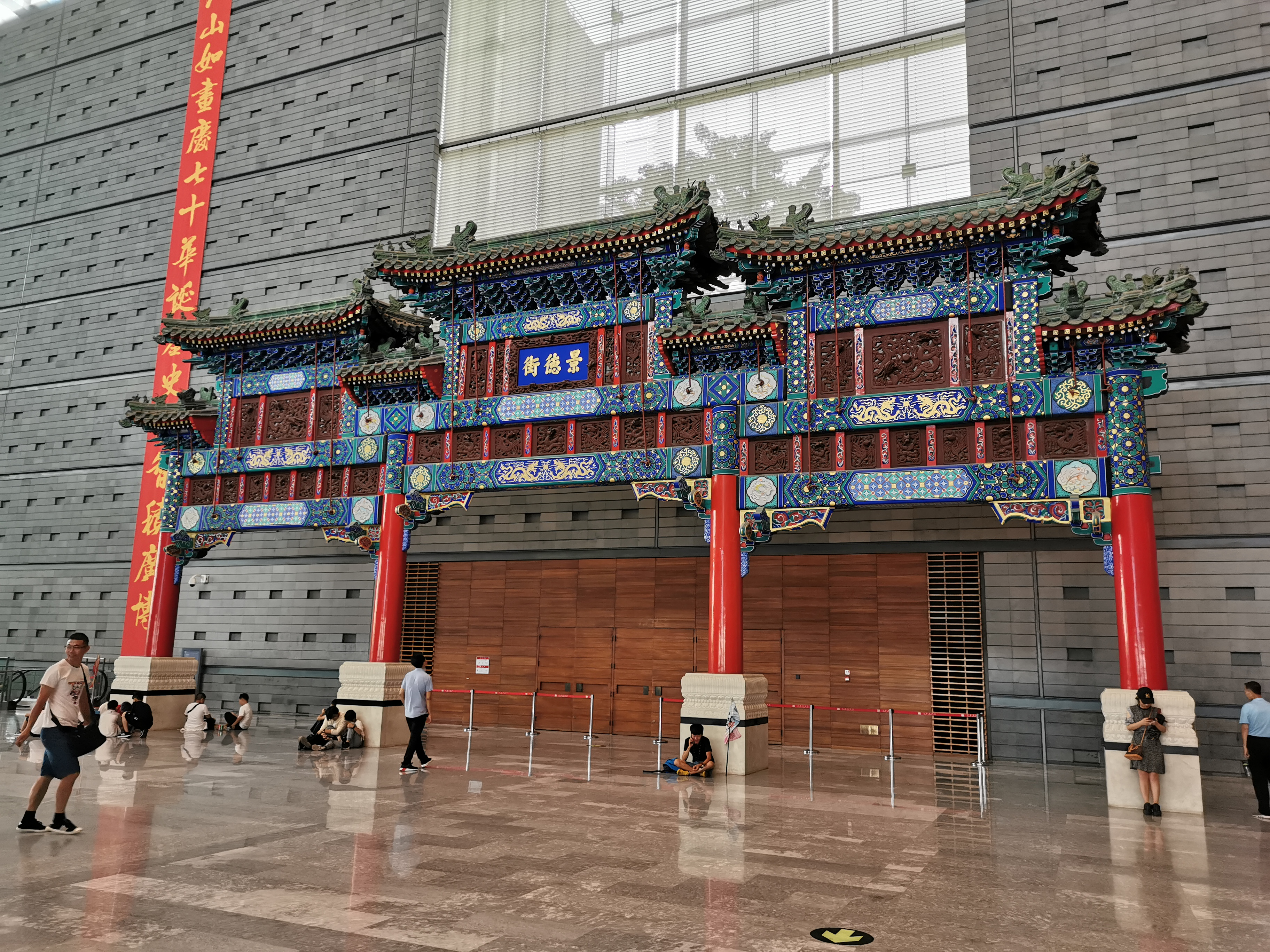
首都博物館藏的景德街紀念牌坊

1953年，北京市副市长吴晗、中央人民政府文化部社会文化事业管理局局长郑振铎访问苏联期间参观了“莫斯科历史与建设博物馆”。回国后两人提议筹建首都历史与建设博物馆。4月27日，在西长安街的北京市政府东厅，吴晗和郑振铎召开了关于建立“首都历史与建设博物馆”的座谈会，叶恭绰、邢赞亭、常任侠、侯仁之、王松声、马衡、常惠、傅振伦、刘开渠、苏秉琦、启功、何达、萧军等20余位历史、文化、教育、艺术界名人及文化部文物局业务秘书罗哲文等工作人员参加。1954年2月，北京市政府批准成立“首都历史与建设博物馆筹备处”。编制8人，起初在北海公园画舫斋与北京市文物调查研究组合署办公，后迁至北海公园天王殿。北京市政府还将天坛公园七十二长廊和宰牲亭划归筹备处作为展览地点。文化部从湖南、天津、四川、山东、云南、上海、重庆等地博物馆抽调业务干部支援筹备处的建馆和陈列工作。吴晗亲自主持召开了关于“首都历史与建设展览”的座谈会，会后筹备处开始编写首都社会主义建设时期陈列大纲。1957年“反右运动”开始，各地博物馆借调人员陆续返回，陈列计划落空。
1958年，北京十大建筑动工，仅用一年全部建成，其中大型国家级博物馆占一半。同期，北京新建了一大批博物馆，专家们再次呼吁筹建首都历史与建设博物馆。但三年困难时期到来，筹建计划搁置。1960年12月，首都历史与建设博物馆筹备处被撤销，与北京市文物调查研究组合并为北京市文物工作队，文物移交，人员缩减。
1963年12月，经中共北京市委主要负责人邓拓、郑天翔、万里等批复，筹备处恢复工作，并定名为首都博物馆筹备处，继续筹建博物馆工作。1966年6月，“文化大革命”开始后，首都博物馆筹建工作被迫停止。1969年9月，首都博物馆筹备处被撤销。
改革开放后的1979年6月，北京市文物局成立。不久，首都博物馆筹建工作第三次启动。9月，首都博物馆筹备处主任梁丹进驻北京孔庙。
1981年10月1日，经过两年筹备的首都博物馆在北京孔庙正式对外开放，首位参观者是位退休工人，馆长梁丹亲自带他参观了《北京简史陈列展（古代历史部分）》、《北京民俗展》、《李大钊纪念展》三个展览及孔庙古迹。到1990年代中期，首都博物馆馆藏文物已达12.6万件，但展厅面积小，缺乏文物库房，冬季因无暖气只能闭馆。1994年，北京市文物局局长单霁翔刚上任，首博馆长马希桂就去“诉苦”，并三次请北京市人大代表和政协委员到首博调研，希望为首博建新馆。张开济等专家也为建新馆多次呼吁。但当时建新馆至少需5000万元，北京市人民政府同意建新馆，但资金需首博自筹，建新馆的提议就此搁置。
1997年，在北京市文物局局长梅宁华主持下，半年内出了6份建新馆立项报告，由北京市人民政府拨专款，首博新馆建设启动。作为北京市“十五”期间重点文化建设工程，首都博物馆新馆建设项目的立项申请在1999年获得中共北京市委、北京市人民政府批准，2001年经国家计委报国务院批准实施。2001年12月25日，首都博物馆新馆开工仪式在复兴门外大街原一机部汽车局、中汽公司所在地举行。2003年4月，“非典”使建设工程几近停滞。“非典”过后，北京市人民政府召开的首个办公会便是讨论首都博物馆工程建设问题。北京市文物局局长梅宁华在2005年底前开馆试运行的承诺书上签字。2005年10月，首批文物在武警护送下从孔庙迁往新馆。2005年12月16日，首都博物馆新馆开始试运行，第一位观众是北京林业大学一年级学生林征。当晚，北京市市长王岐山在首博新馆招待各国使节。次日，意犹未尽的美国大使偕家人再次来新馆参观。2006年5月18日正式开馆。
业委会主任秦德海介绍：“首博是名副其实的阳光工程，预算没有超过1分钱。”首博新馆建成后，获得了中国建筑工程鲁班奖，随后又获詹天佑奖、建筑结构长城杯等建筑奖项。首都博物馆新馆开馆时，拥有世界博物馆界最大的10吨液压电梯，可供文物运输车直接开到地库；地下的第一道安全关口是带有指纹识别系统的防水、防火、防盗“三防”门。展厅里的恒温恒湿展柜充满氮气。馆内的专业摄影棚可以为放在自动步进的旋转摄影台上的每件文物连续拍摄1260张图片，再由计算机无缝合成。
2000年4月，北京市文物公司总经理秦公得知“乾隆酱地描金粉彩镂空六方套瓶”连同3件铜喷水兽头等四件圆明园文物将在香港苏富比公开拍卖，5月2日该公司以1900万港元拍得该套瓶，使国宝回归。该套瓶后成为首博馆藏文物。
2005年夏，大英博物馆馆长尼尔·麦克雷戈特地到首都博物馆新馆施工现场考察，决定将2006年大英博物馆全球巡展中国站的展览放在该馆。2006年3月，大英博物馆的272件文物在首博新馆展出。此后，首博与海外博物馆进行了许多合作。
2009年12月11日，中共中央总书记、国家主席、中央军委主席胡锦涛在首都博物馆参观澳门特别行政区10周年成就展。其他8位中共中央政治局常委也参观了该展览。2014年2月25日，中共中央总书记、国家主席、中央军委主席习近平在考察北京市工作期间，来到首都博物馆参观北京历史文化展览。
2014年11月29日，首都博物馆画院在首都博物馆成立，隶属于首都博物馆。中国美协主席刘大为为画院题写匾额，郑万通发贺信。首都博物馆画院成立时，名誉院长为郝东晨、李瑞森、蒋采萍、满维起、邓远坡，院长为韩学中，副院长（以年龄排序）为王光明、童和平、宫建华、潘缨、李晓柱，并成立了顾问委员会、学术委员会。
2024年4月，入选中央地方共建国家级重点博物馆名单。

## 建筑

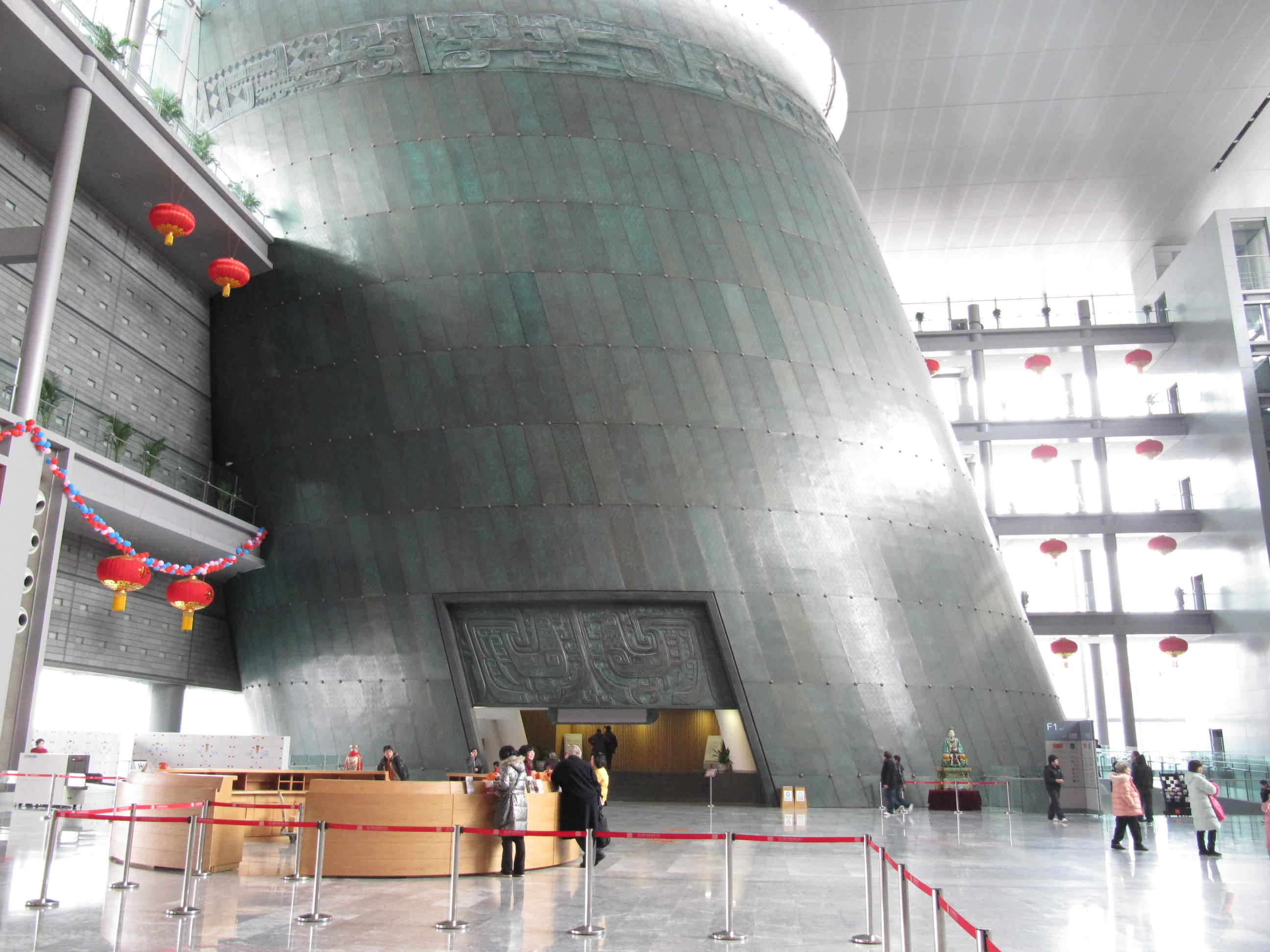
首都博物馆圆形展馆

首都博物馆新馆由崔恺设计，融合了古典美与现代美。大屋盖受到中国传统建筑中的挑檐的影响。石质幕墙象征城墙。北广场起坡，类似中国传统建筑中的高台。其中礼仪大厅北门外的坡地上镶嵌有一块清代丹陛。新馆大量运用青铜、木材、砖石。北广场和礼仪大厅地面铺装的石材，产自北京市房山区；方形展馆的外装饰使用北京常见的榆木；圆形展馆的外装饰使用青铜，饰以北京出土的西周青铜器纹样。钢结构棚顶、玻璃幕墙均为现代建筑元素。
新馆地下一层，地上五层。新馆内部分为三栋独立建筑：方形展馆，圆形展馆，办公科研楼。三者之间是一层的礼仪大厅，以及位于地下一层的室内竹林庭院。
- 礼仪大厅：礼仪大厅内的南侧，正对北门有明代的景德街牌楼（原位于历代帝王庙）一座，和北门及门外的坡道共同构成中轴线。礼仪大厅正下方是一个位于地下一层的临时展厅。
- 方形展馆：位于礼仪大厅西侧。
- 圆形展馆：位于礼仪大厅东侧。椭圆形的青铜展馆斜出墙面，代表古代文物破土而出。
- 办公科研楼：位于新馆南部。该楼地下一层辟为纪念品商店及书店，通向地下一层的室内竹林庭院[6]。

## 展览

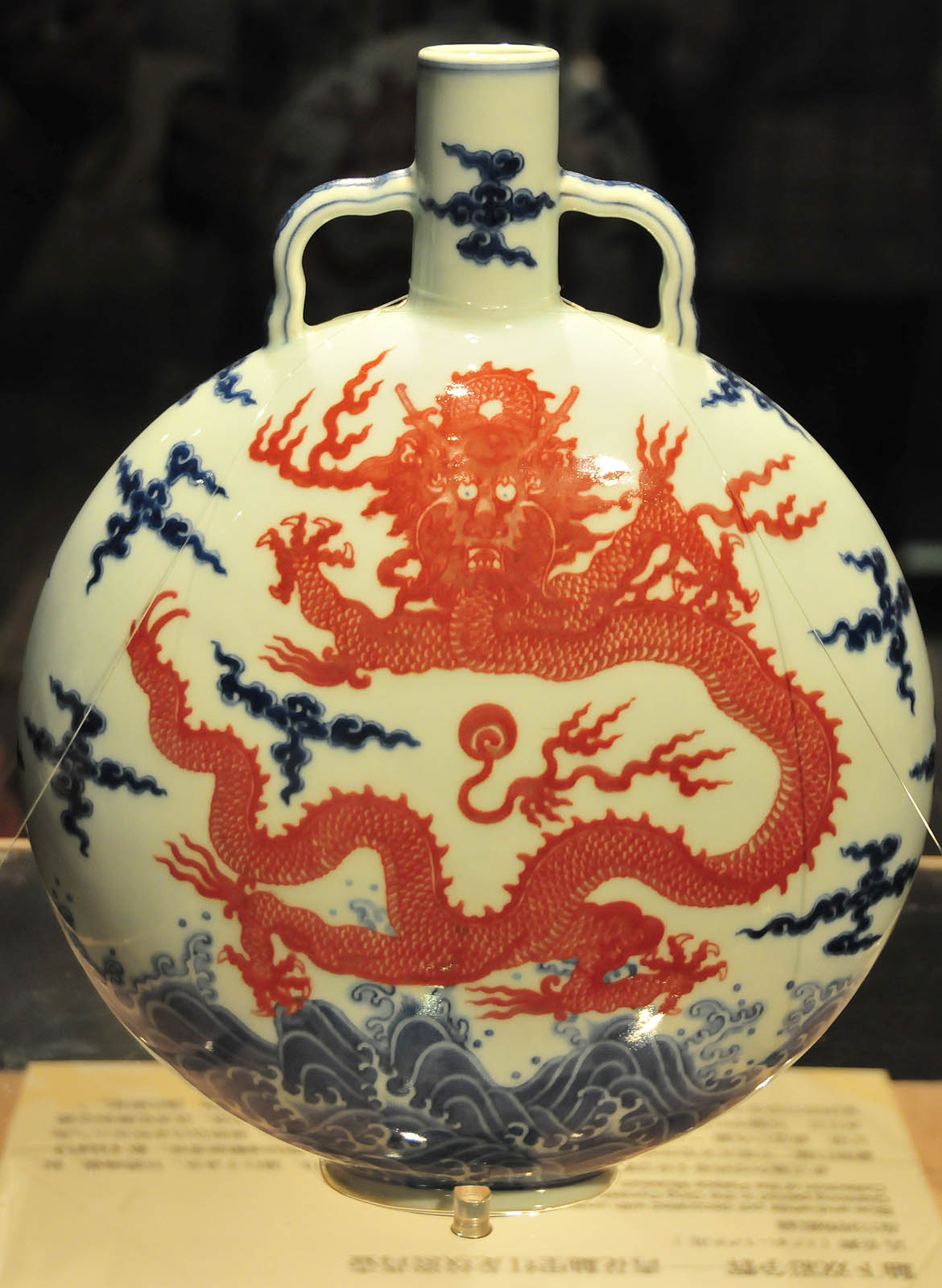
首都博物馆藏明代青花瓷瓶

首都博物馆展览分为基本陈列、精品陈列、临时展览。
基本陈列有《古都北京·历史文化篇》、《京城旧事——老北京民俗展》。《古都北京·历史文化篇》是首都博物馆展陈的核心，表现了北京文化及都城发展史。
精品陈列有《古代瓷器艺术精品展》、《燕地青铜艺术精品展》、《古代书法艺术精品展》、《古代绘画艺术精品展》、《古代玉器艺术精品展》、《古代佛教艺术精品展》、《书房珍玩精品展》。这7个馆藏精品展览和《京城旧事——老北京民俗展》是对北京文化展陈的补充。
首都博物馆的常设展览均免费参观。

## 历任领导
馆长
- ？（筹备处主任）
- ？（筹备处主任）
- ？（筹备处主任）
- 梁丹（1979年—1981年，筹备处主任；1981年—1985年，馆长）
- 赵其昌（1985年—1988年10月）[13]
- 马希桂（1988年10月—1995年1月）[13][14]
- 荣大为（1995年1月—1999年3月）[15]
- 韩永（1999年3月—2005年11月）[16]
- 郭小凌（2005年11月—2016年12月）[17][18]
- 韩战明（2016年12月—）[17][19]

党委书记
……
- 何子武（？—1995年4月，党总支书记）[20]
- 崔学谙（1995年4月—2005年11月，党总支书记）[21][18]
- 韩永（2005年11月—2008年6月）[18][22]
- 崔国民（2008年6月—2009年1月，北京市文物局副局长临时兼；2009年1月—2010年11月，北京市文物局副局长兼）[23][22]
- 郝东晨（2010年11月—2015年8月，北京市文物局副局长兼）[24]
- 白杰（2015年8月—，北京市文物局副巡视员兼）[17][25]